# Cesantes
 (mars 2023).
Si vous disposez d'ouvrages ou d'articles de référence ou si vous connaissez des sites web de qualité traitant du thème abordé ici, merci de compléter l'article en donnant les références utiles à sa vérifiabilité et en les liant à la section « Notes et références ».
Cesantes est un village de la commune de Redondela, en Galice. Sa population est de 3 420 habitants (1 747 femmes et 1 673 hommes), répartie en quatre entités de population[Quoi ?].

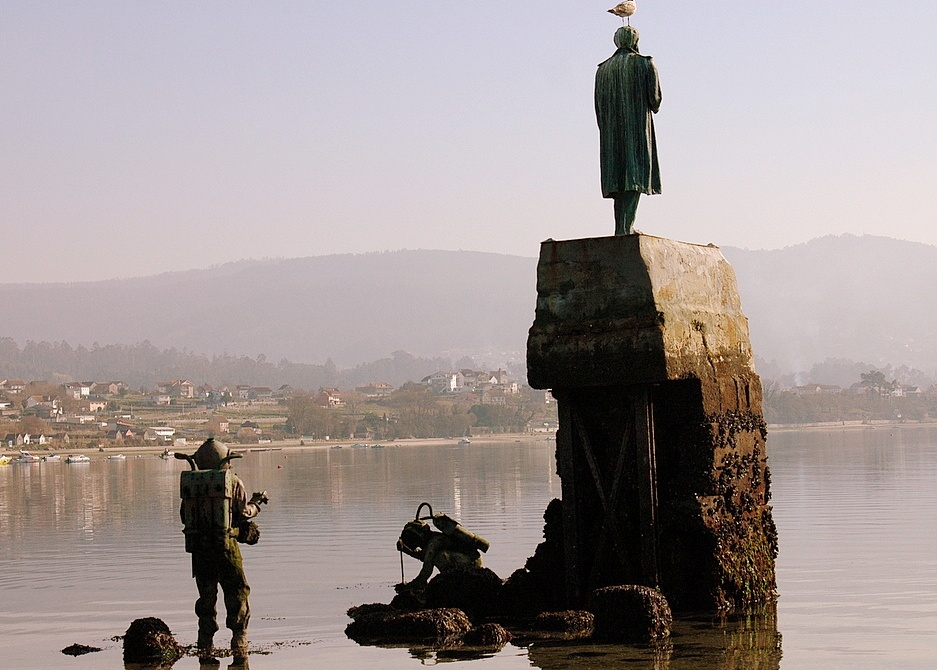
?